# Rio Tanaru
Rio Tanaru är ett vattendrag i Brasilien.   Det ligger i delstaten Rondônia, i den centrala delen av landet, 1 500 km väster om huvudstaden Brasília.
Omgivningarna runt Rio Tanaru är huvudsakligen savann. Trakten runt Rio Tanaru är nära nog obefolkad, med mindre än två invånare per kvadratkilometer.